# Mikrofunktionsanalyse
Mikrofunktionsanalyse ist ein Begriff aus der sprachwissenschaftlichen Textanalysemethode, bei der von den sogenannten Mikrofunktionen ausgegangen wird. Eingeführt wurde diese Methode von Karin Vilar Sánchez.

## Mikrofunktionen
Bei den Mikrofunktionen handelt es sich um funktionale Kategorien, die dem referentiellen Gehalt einer Aussage übergeordnet sind. Mikrofunktionen sind die kleinsten kommunikativen, semanto-grammatikalischen und pragmatischen Einheiten eines Textes, welche durch die sprachliche Form der Lexeme zustande kommen und nicht durch deren referentiellen Gehalt, welcher auf einer niedrigeren, untergeordneten Ebene liegt.

## Ziele
Ziel der Mikrofunktionsanalyse ist die Beschreibung der textsortenspezifischen Verwendung sprachlicher Formen und Strukturen und somit auch die stilistische Beschreibung unterschiedlicher Textsorten. Eine Mikrofunktionsanalyse macht beispielsweise deutlich, dass in deutschen medizinischen Beipackzetteln die Verwendung von Präpositionalphrasen das bevorzugte sprachliche Mittel zum Ausdruck einer Bedingung ist, während dies zum Beispiel in Leserbriefen von Fachzeitschriften die Verwendung von durch Konjunktionen eingeleiteten Bedingungssätzen ist. Zwischensprachlich kann man mit Hilfe einer Mikrofunktionsanalyse nicht nur die sprachspezifischen textsortenabhängigen Verwendungsmuster von sprachlichen Formen und Strukturen beschreiben, sondern es ist auch möglich, einzelsprachspezifische textsortenkonstituierende Mikrofunktionsverwendungen und -kombinationen nachzuweisen. So kann man mit dieser Analysemethode beispielsweise belegen, dass die Mikrofunktion der Drohung in deutschen Arbeitsverträgen wesentlich häufiger formuliert wird als in spanischen, wenn dies auch durch die Oberflächenstruktur nicht direkt deutlich wird.
Die Ergebnisse umfangreicher Korpusanalysen, die aufgrund ihres Umfangs vorzugsweise in elektronischer Form dargeboten werden, bieten vor allem Übersetzern, aber auch Sprachenerwerbern ein Hilfsmittel für eine adäquate Textproduktion in der Fremdsprache.